# Casa Profesa de Nápoles
La Casa Profesa de los Padres Jesuitas (en italiano, Casa Professa dei Padri Gesuiti) es un edificio histórico de la ciudad de Nápoles, en Italia. Está ubicado en Spaccanapoli, en la esquina entre Via Benedetto Croce y Piazza del Gesù Nuovo.
Actualmente alberga el Instituto "Eleonora Pimentel Fonseca". 

## Historia
La construcción del edificio empezó en 1608. Los jesuitas, quienes en 1584 se instalaron en el Palazzo Sanseverino, confiaron al arquitecto Agazio Stoia el proyecto de construcción de su residencia, es decir la Casa Profesa y la sede de varios servicios como la biblioteca y la enfermería. La Casa Profesa se edificó en el lugar donde estaba ubicado Palazzo Feltre della Rovere (siglo XVI). 
En 1665, empezaron las obras del refectorio, finalizado en 1680; mientras que en 1685 se empezó a construir la grandiosa biblioteca, terminada solo en 1750 por Antonio Sarnelli después de un largo período de estancamiento.
En 1860, Giuseppe Garibaldi explusó a los jesuitas y confiscó sus propiedades. El mismo año, en la ex-Casa Profesa fue fundado el primer Istituto Magistrale, que en 1923 fue titulado en honor a Eleonora Pimentel Fonseca, revolucionaria partidaria de la República Napolitana de 1799 que fue ejecutada a la caída de ésta.

## Descripción

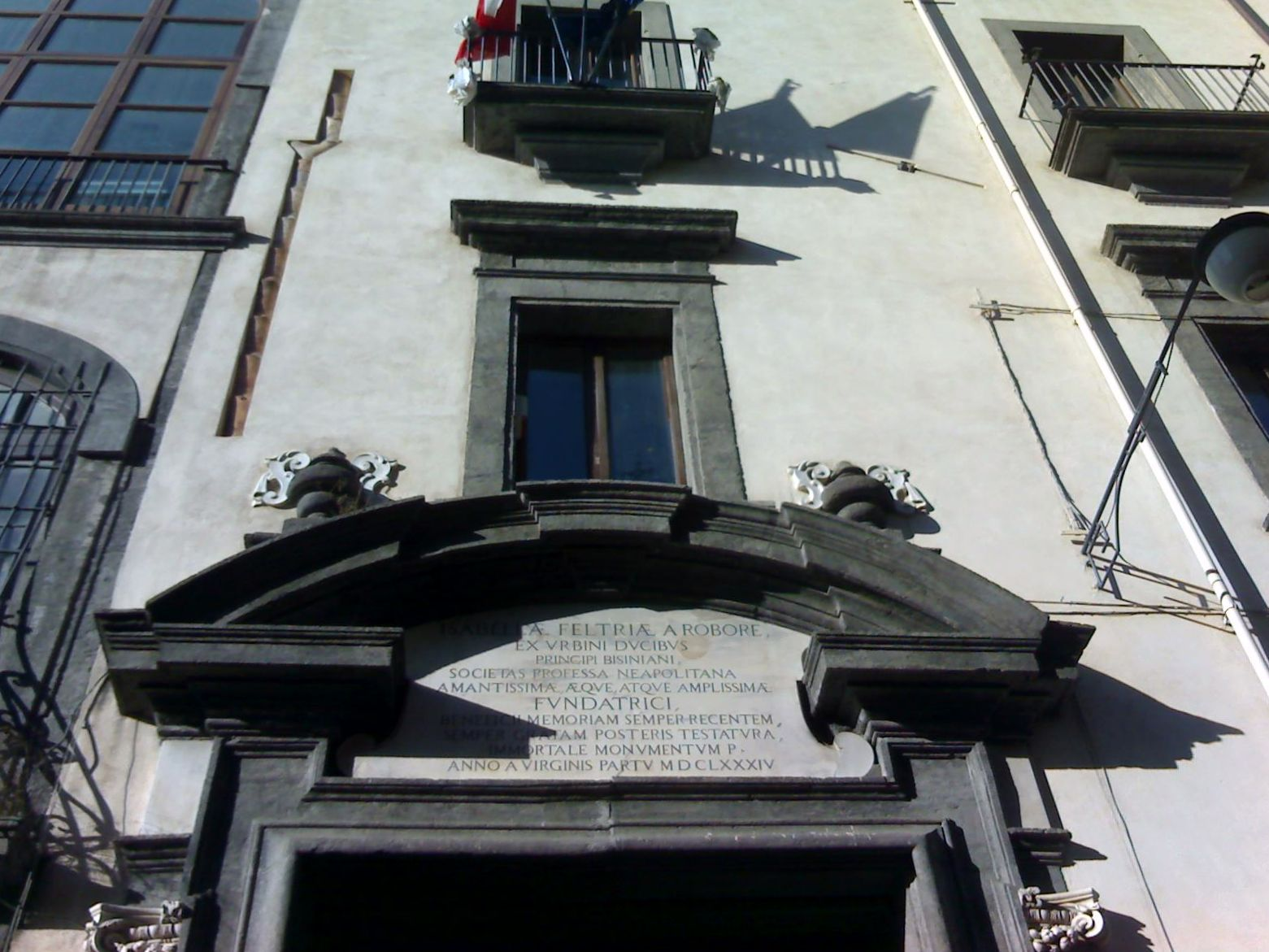
Particular de la portada.

Al edificio se accede por una portada de roca piperno, colocada en frente de la Basílica de Santa Clara. La portada conduce al vestíbulo del complejo, que ocupa una parte del claustro de los Padres Jesuitas.

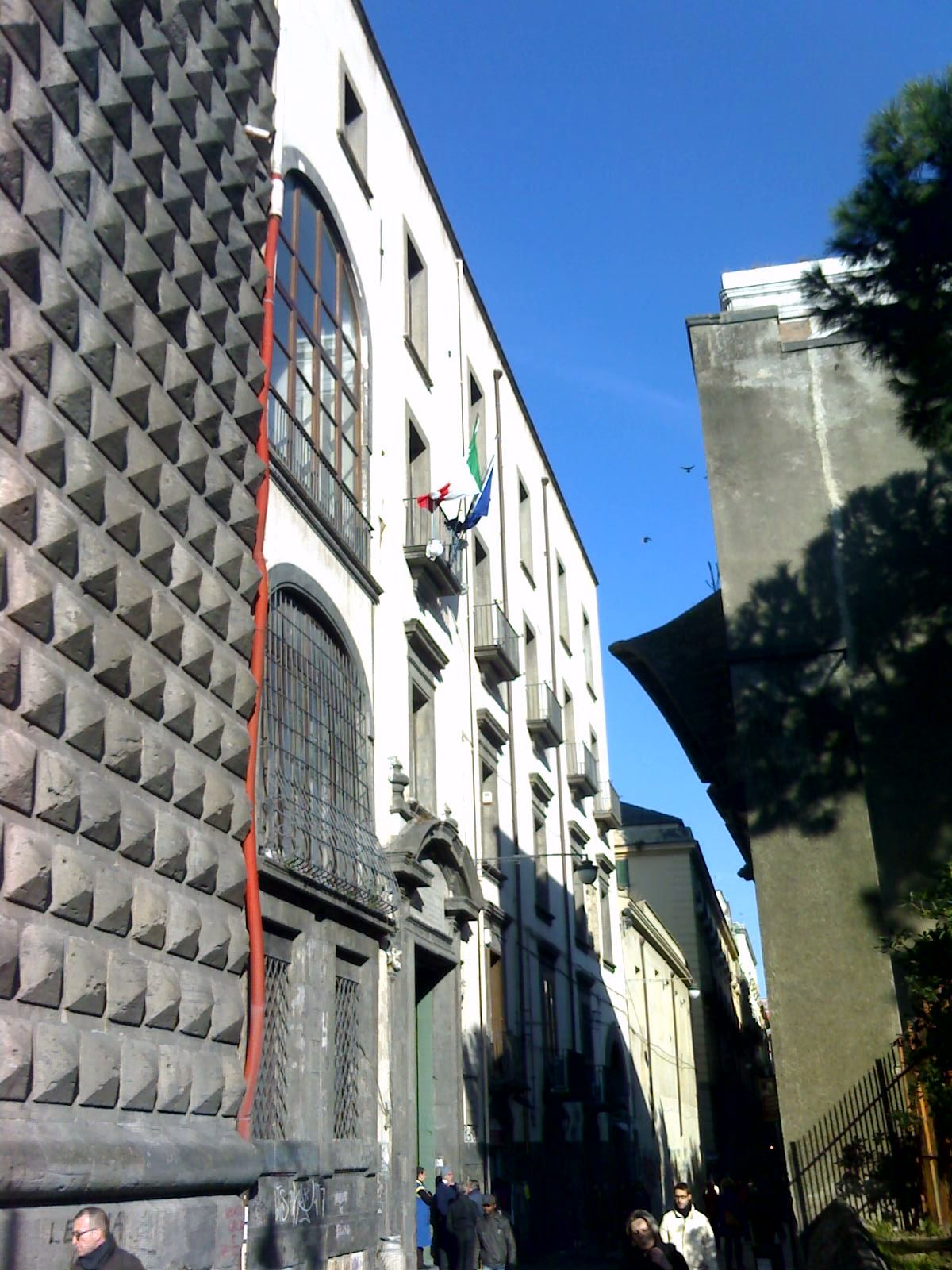
La fachada en frente del arco de entrada de la Santa Clara.

En el interior, se encuentran una majestuosa portada de mármol y una gran escalera desde la que se accede a la biblioteca. Esta, como ya se ha dicho, fue completada en 1750 por Antonio Sarnelli, el cual también pintó unos frescos que celebran el papel principal del catolicismo en la cultura: están representados, además de Ignacio de Loyola, fundador de la Compañía de Jesús, también los Doctores de la Iglesia Gregorio Magno, Ambrosio de Milán, Tomás de Aquino, Buenaventura de Bagnoregio, Jerónimo de Estridón, Basilio el Grande y Gregorio de Nisa.
También cabe destacar el pavimento commesso con taracea de mármol, coetáneo de las pinturas y de los armarios de madera tallada que se elevan hasta las lunetas de la bóveda. Toda la biblioteca está rodeada por un ballatoio cuyo antepecho está finamente tallado con motivos vegetales y medallones con los perfiles de hombres ilustres.